# Cryptojoppa semicastanea
Cryptojoppa semicastanea är en stekelart som beskrevs av Joseph Kriechbaumer 1898. Cryptojoppa semicastanea ingår i släktet Cryptojoppa och familjen brokparasitsteklar. Inga underarter finns listade i Catalogue of Life.